# Saqueo de Jerusalén

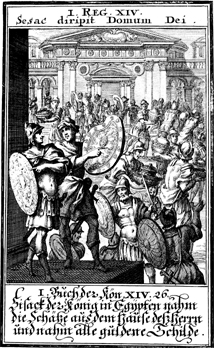
Saqueo de Jerusalén. Grabado de Johann Christoph Weigel. 1875.

El saqueo de Jerusalén es un relato bíblico transcurrido durante el 5º año de reinado de Roboam, después del fallecimiento de su padre Salomón. Tal narración ha sido fechada hacia el año 926 a. C.
El faraón egipcio Sisac (en hebreo: שישק‎ Sysk) (identificado con Sheshonq I) llegó con su ejército —de 60.000 jinetes y 1.200 carros, el cual incluía  aliados del Reino de Kush— al Reino de Judá y después de tomar varias plazas llegó a Jerusalén y saqueó el Templo de Salomón y la casa real llevándose todos los tesoros; Roboam reemplazó los vasos que el faraón tomó y destrozó por otros de bronce. Pese a ello el arca de la alianza no fue llevada ya que es mencionada durante el reinado de Josías (ca. 640-609 a. C.)
En el templo de Amón en Tebas (Egipto) se encuentra un bajorrelieve que conmemora las conquistas de Sheshonq I, incluyendo la acaecida en el territorio de Canaán. Sin embargo entre ellos no se menciona a Jerusalén, lo que ha dado lugar a diversas teorían en torno al relato bíblico.